# Mistrovství Evropy v šachu 1942
Mistrovství Evropy v šachu 1942 byl šachový turnaj, který se v září 1942 uskutečnil v Mnichově. Jeho pořadatel, v Německu právě založený Europa-Schachbund (Evropský šachový svaz), ho označil za mistrovství Evropy. Zvítězil Alexandr Aljechin reprezentující Francii před Keresem (Estonsko) a Foltysem (Protektorát Čechy a Morava).

## Historie a okolnosti
Mistrovství Evropy v Mnichově v roce 1942 navázalo na dva tzv. Evropské šachové turnaje (německy Europaturnier), které se konaly v letech 1939 ve Stuttgartu (zvítězil Jefim Bogoljubov) a 1941 v Mnichově (zvítězil Gösta Stoltz, 2. místo dělili Aljechin a Švéd Erik Lundin, 4. skončil Bogoljubov). Turnaje pořádal Ehrhardt Post (1881-1947), který byl jednatelem nacistického Velkoněmeckého šachového svazu (německy: Grossdeutscher Schachbund). Z jeho iniciativy byl založen Europa-Schachbund, pod jehož hlavičkou byl uspořádán třetí evropský turnaj již s oficiálním označením mistrovství Evropy.
Turnaje se nemohli zúčastnit zástupci nepřátelských zemí Německa (zejména Sovětského svazu, kupř. Botvinnik), ani šachisté židovského původu (Najdorf, Ståhlberg ad.). Přesto měl kvalitní obsazení včetně hráčů, kteří emigrovali ze Sovětského svazu (Aljechin a Bogoljubov), nebo hráčů z Němci okupovaných území. Jako zástupce Protektorátu Čechy a Morava se zúčastnil také Jan Foltys.
Turnaj, který posloužil nacistické propagandě, mnohé osobnosti odsoudili a nikdy nebyl uznán za oficiální mistrovství Evropy. Časopis Schweizer Arbeiter Schach-Zeitung o něm tehdy napsal, že účast Aljechina, Bogoljubova a Kerese byla „příkladem politického zpustnutí a ztráty zásad“. Šachista Reuben Fine v knize vydané hned po konci druhé světové války turnaj označil s despektem jako „dýchánek, tak zvané mistrovství Evropy“ s tím, že obecně se podobných turnajů za druhé světové války účastnili s Aljechinem převážně „druhořadí hráči druhé řady“.
Turnaj se konal od 14. do 26. září 1942.

## Průběh turnaje a výsledky
| Pořadí | Hráč                  | Země                       | 1 | 2 | 3 | 4 | 5 | 6 | 7 | 8 | 9 | 10 | 11 | 12 | Celkem |
| ------ | --------------------- | -------------------------- | - | - | - | - | - | - | - | - | - | -- | -- | -- | ------ |
| 1.     | Alexandr Aljechin     | Francie                    | x | 1 | ½ | ½ | 1 | 1 | 1 | 0 | 1 | ½  | 1  | 1  | 8½     |
| 2.     | Paul Keres            | Estonsko                   | 0 | x | 1 | ½ | 0 | 1 | ½ | 1 | ½ | 1  | 1  | 1  | 7½     |
| 3.     | Jan Foltys            | Protektorát Čechy a Morava | ½ | 0 | x | 1 | ½ | 1 | 0 | ½ | 1 | 1  | ½  | 1  | 7      |
| 4.     | Jefim Bogoljubov      | Německo                    | ½ | ½ | 0 | x | 1 | 0 | 1 | 1 | ½ | 1  | ½  | 1  | 7      |
| 5.     | Kurt Richter          | Německo                    | 0 | 1 | ½ | 0 | x | ½ | ½ | 1 | ½ | 1  | 1  | 1  | 7      |
| 6.     | Gedeon Barcza         | Maďarsko                   | 0 | 0 | 0 | 1 | ½ | x | ½ | 0 | 1 | ½  | 1  | 1  | 5½     |
| 7.     | Klaus Junge           | Německo                    | 0 | ½ | 1 | 0 | ½ | ½ | x | 1 | ½ | 0  | 0  | 1  | 5      |
| 8.     | Ludwig Rellstab       | Německo                    | 1 | 0 | ½ | 0 | 0 | 1 | 0 | x | 0 | ½  | 1  | ½  | 4½     |
| 9.     | Gösta Stoltz          | Švédsko                    | 0 | ½ | 0 | ½ | ½ | 0 | ½ | 1 | x | 0  | 0  | 1  | 4      |
| 10.    | Ivan Vladimír Roháček | Slovensko                  | ½ | 0 | 0 | 0 | 0 | ½ | 1 | ½ | 1 | x  | ½  | 0  | 4      |
| 11.    | Mario Napolitano      | Itálie                     | 0 | 0 | ½ | ½ | 0 | 0 | 1 | 0 | 1 | ½  | x  | 0  | 3½     |
| 12.    | Braslav Rabar         | Chorvatsko                 | 0 | 0 | 0 | 0 | 0 | 0 | 0 | ½ | 0 | 1  | 1  | x  | 2½     |

### Kvalifikační turnaj
| Pořadí | Hráč             | Země       | 1 | 2 | 3 | 4 | 5 | 6 | 7 | 8 | 9 | 10 | 11 | 12 | Celkem |
| ------ | ---------------- | ---------- | - | - | - | - | - | - | - | - | - | -- | -- | -- | ------ |
| 1.     | Gösta Danielsson | Švédsko    | x | ½ | 0 | ½ | 1 | 1 | ½ | 1 | 1 | 1  | ½  | 1  | 8      |
| 2.     | József Szily     | Maďarsko   | ½ | x | ½ | ½ | ½ | ½ | 1 | 0 | 1 | 1  | ½  | 1  | 7      |
| 3.–5.  | Hans Müller      | Německo    | 1 | ½ | x | ½ | ½ | 1 | ½ | 0 | ½ | ½  | ½  | 1  | 6.5    |
| 3.–5.  | Géza Füster      | Maďarsko   | ½ | ½ | ½ | x | 1 | 0 | 0 | ½ | 1 | ½  | 1  | 1  | 6.5    |
| 3.–5.  | Federico Norcia  | Itálie     | 0 | ½ | ½ | 0 | x | 1 | ½ | ½ | ½ | 1  | 1  | 1  | 6.5    |
| 6.     | Vincenzo Nestler | Itálie     | 0 | ½ | 0 | 1 | 0 | x | 0 | 1 | 1 | ½  | 1  | 1  | 6      |
| 7.–8.  | Alexandr Cvetkov | Bulharsko  | ½ | 0 | ½ | 1 | ½ | 1 | x | ½ | 0 | ½  | 1  | 0  | 5.5    |
| 7.–8.  | Sergiu Samarian  | Rumunsko   | 0 | 1 | 1 | ½ | ½ | 0 | ½ | x | 0 | 1  | 0  | 1  | 5.5    |
| 9.     | Mladen Šubarić   | Chorvatsko | 0 | 0 | ½ | 0 | ½ | 0 | 1 | 1 | x | 0  | 1  | 1  | 5      |
| 10.    | Carl Ahues       | Německo    | 0 | 0 | ½ | ½ | 0 | ½ | ½ | 0 | 1 | x  | ½  | 1  | 4.5    |
| 11.    | Charles Roele    | Nizozemsko | ½ | ½ | ½ | 0 | 0 | 0 | 0 | 1 | 0 | ½  | x  | 1  | 4      |
| 12.    | Olof Kinnmark    | Švédsko    | 0 | 0 | 0 | 0 | 0 | 0 | 1 | 0 | 0 | 0  | 0  | x  | 1      |
Výsledky podle webu Německého šachového svazu.